# In Absentia
In Absentia is het zevende studioalbum van de Britse progressieve-rockband Porcupine Tree (PT). 

## Inleiding
Album die hiervoor werden uitgebracht werden gedistribueerd vanuit het kleine platenlabel Delerium Records. Met In Absentia maakte PT de overstap naar het (relatief) grotere Lava Records. Dit eigenlijk tegen de wens van de bandleden in; grotere platenlabels begrepen de band niet goed, was de mening van de leden. Het album laat een wat steviger rock horen meer richting de progmetal. Of dat te maken had met de komst van de nieuwe drummer Gavin Harrison is onbekend. Wat wel invloed op de muziek had kwam voort uit een kentering van de muzieksmaak van Steven Wilson; hij had (weer) de metal ontdekt met bands als Meshuggah en Opeth, hetgeen weer leidde tot het produceren van het album Blackwater Park van Opeth. Een andere invloed op de muzikale koers was Aviv Geffen, met wie Wilson opnamen in optrad. Dat duo maakte nog veelal gebruik van de oude muziekstijl en zorgde ervoor dat PT een steviger kant op kon gaan/ging.
Wijziging van muziekrichting en groter platenlabel leidden naar aanmerkelijk hogere verkoopcijfers. In eerste instantie gaf het de band de ruimte meer te experimenteren, maar PT zou hierin uiteindelijk doodlopen bij album Fear of a Blank Planet.
De titel In Absentia verwijst naar de thematiek van de teksten. Ze gaan veelal over ontspoorde mensen; mensen met onvoldoende “geweten” gaan de rand over. Opnamen vonden plaats in maart en april 2002; de release kwam in september 2002.

## Musici
- Steven Wilson - gitaren, zang, toetsinstrumenten, banjo
- Gavin Harrison – drumstel, percussie
- Colin Edwin - basgitaar
- Richard Barbieri - toetsinstrumenten

Met
- Aviv Geffen – Achtergrondzang (The Sound of Muzak en Prodigal)
- John Wesley – Achtergrondzang (Blackest Eyes, The Sound of Muzak en Prodigal), aanvullend gitaar (Blackest Eyes)

## Muziek
Alle nummers geschreven door Steven Wilson behalve Wedding Nails (Wilson/Barbieri), "Strip the Soul" (Wilson/Edwin) en Chloroform (Wilson/Maitland).
| Nr. | Titel                         | Duur |
| --- | ----------------------------- | ---- |
| 1.  | Blackest Eyes                 | 4:23 |
| 2.  | Trains                        | 5:56 |
| 3.  | Lips of Ashes                 | 4:39 |
| 4.  | The Sound of Muzak            | 4:59 |
| 5.  | Gravity Eyelids               | 7:56 |
| 6.  | Wedding Nails                 | 6:33 |
| 7.  | Prodigal                      | 5:35 |
| 8.  | .3                            | 5:25 |
| 9.  | The Creator Has a Mastertape  | 5:21 |
| 10. | Heartattack in a Layby        | 4:15 |
| 11. | Strip the Soul                | 7:21 |
| 12. | Collapse the Light into Earth | 5:54 |

| Nr. | Titel                       | Duur |
| --- | --------------------------- | ---- |
| 1.  | Drown with Me               | 5:21 |
| 2.  | Chloroform                  | 7:14 |
| 3.  | Strip the Soul (Video Edit) | 3:35 |

## Nasleep
Het album werd in september 2002 uitgegeven in de Verenigde Staten. Europa volgde pas in januari 2003 waarbij een tweede disc werd toegevoegd. PT stond ter promotie van het album dikwijls in het voorprogramma van Yes, Wilson zou later zeggen dat de muziekstijlen daartoe eigenlijk te veel verschilden. Het album haalde wel de Frans en Duitse albumlijsten, maar echt ver kwam PT niet met hoogste notering van respectievelijk 14e en 58. Het album kreeg in de loop der jaren heruitgaven, waarbij het album steeds verder aangevuld werd met extra’s. Het mondde in 2020 uit in de Deluxe-editie met onder andere een documentaire geregisseerd door Lasse Holle over de totstandkoming van het album en een nieuwe mix. De dan vier schijfjes werden uitgebracht door Kscope, een platenmaatschappij weer ze ook eerder een contract hadden. 